# Rhadinopsylla ucrainica
Rhadinopsylla ucrainica är en loppart som beskrevs av Wagner et Argyropulo 1934. Rhadinopsylla ucrainica ingår i släktet Rhadinopsylla och familjen mullvadsloppor. Inga underarter finns listade i Catalogue of Life.